# Немања Николић (уметник)
Немања Николић (Ваљево, 1987) српски је ликовни уметник који своје радове, апстрактне слике, објекте, цртеже и филмове, самостално представља од 2010. године.

## Живот и каријера
Рођен је у Ваљеву 1987. године. Дипломирао је на Факултету ликовних уметности у Београду, одсек сликарство. На истом факултету одбранио докторски уметнички пројекат 2019. године. Од 2018. године ради на Факултету ликовних уметности у Београду.
Немања је покретач Уметничког простора У10.
Живи и ради у Београду.

## Уметничко стваралаштво
Без обзира да ли се ради о апстрктној слици, фигуралним цртежима, пиктуралним објектима, или филму, Немања Николић ствара у складу са духом и сензибилитетом света уметности.
Конзумирајући покретне слике оне су кроз дигиталну форму имале велики утицај на приступ Немање Николића уметности...и то не само на радове на платну, већ и на цртеже и анимиране филмове које прави од њих. Ево како сам уметник образлаже своје стваралаштво:
... Када сам почетком 2000-их почео да сакупљам ДВД-ове и архивирам кинематографска дела на њима, одмах сам почео да користим тај материјал као средство експериментисања. Занимљива ми је била могућност да лако, врло приступачним средствима, „зароним” унутар филма. Целе секвенце сам растављао у безброј фрејмова, колажирао, правио нове наративе од њих, а онда сам од 2006. године, током студија, почео да их цртам и користим тај материјал за креирање сопствених стоп-мотион анимација. Касније сам, кроз сликарски приступ, све више пажње посвећивао структури филма и његовој ритмичности, посматрајући поједина остварења више пута. Мислим да је за мене највећи изазов у сликарству увек била сама чињеница да је платно, колико год велико, увек ограничено, ивице су увек ту. Један од разлога зашто је лакше препустити се садржају док гледате филм је управо тај што не можемо да видимо нити чујемо и почетак и крај у исто време. Ипак, парадоксално, ово је понекад и предност имиџа. Ако вас дело тера на размишљање, из било ког разлога, може бити много узбудљивије „лутати” кроз слику него кроз филм.
Његови радови се данас налазе у бројним приватним и јавним колекцијама, као што су:
- Збирка Kunsthal KadE у Амстердаму,
- Лукас музеј наративне уметности у Лос Анђелесу,
- ВАП фондација у Сеулу,
- Колекција Екард у Хагу,
- Колекција Октобарског салона (Културни центар Београд),
- Теленор колекција у У Београду,
- Збирка центра за ликовно образовање Шуматовачка и др.

## Презентације и изложбе
Своје радове самостално представља од 2010. године у:
- Уметничкој галерији Културног центра Београда,
- Галерији Dix9 Helene Lachermoise у Паризу,
- Дому омладине Београда,
- Галерији Рима у Крагујевцу,
- Уметничком простору U10

Учествовао је на великом броју групних изложби у земљи и иностранству, од којих су значајније: 
- Caixa Forum у Мадриду и Барселони,
- Kunsthal KadE у Амерсфорту у Холандији,
- Kunstlerhaus у Бечу,
- 56. и 57. октобарски салон у Београду,
- Центар за савремену уметност Црна Гора итд.

## Признања
Немања Николић је добитник неколико признања, од којих су значајнија:
- Специјална награда 60. Октобарског салона за заједнички пројекат Простори за рад[3]
- Награде за цртеж из Фонда Владимир Величковић,
- Специјална откупна награда за мурал и зидну поставку Рајфајзен банке и Галерије 12HUB
- Награде за иновацију из Фонда Милош Бајић.